# Александров, Геннадий Петрович (танкист)
Генна́дий Петро́вич Алекса́ндров (31 августа 1918;— 9 марта 1945) — участник Великой Отечественной войны, Герой Советского Союза (24 марта 1945), механик-водитель танка Т-34 108-й танковой бригады (9-го танкового корпуса, 33-й армии, 1-го Белорусского фронта), старшина.

## Биография
Родился в августе 1918 года в городе Иваново-Вознесенске (ныне Иваново) в семье рабочего. По национальности русский. Образование неполное среднее. Работал слесарем в Иванове на заводе «Ивторфмаш» и на фабрике имени Н. А. Жиделева.
В Красной Армии с 1938 года, служил в автобронетанковых войсках.
На фронтах Великой Отечественной войны с мая 1944 года. Сражался за переправы через реки Друть и Березина, участвовал во взятии населённых пунктов Великая Ляда, Дядовщина, Большая Крушиновка, в освобождении городов Минск, Барановичи, Брест. Особо отличился в ходе Висло-Одерской наступательной операции советских войск.
29 января 1945 года механик-водитель танка старшина Александров переправился через реку Одер в районе населённого пункта Одерек (Цигацице), в пяти километрах южнее польского города Сулехув. Оказавшись вместе с другими шестью танками отрезанным от своего подразделения, он в течение девяти суток удерживал занятый рубеж, отражая многочисленные контратаки противника, обеспечив переправу через Одер основных сил.
Указом Президиума Верховного Совета СССР от 24 марта 1945 года за образцовое выполнение боевых заданий командования и проявленные при этом геройство и мужество старшине Александрову Геннадию Петровичу присвоено звание Героя Советского Союза с вручением ордена Ленина и медали «Золотая Звезда».
Из наградного листа:

В боях по разгрому немцев на территории Германии механик-водитель танка Т-34 старшина Александров Г. П. показал беспримерный героизм и отвагу. 29.1.45 экипаж, где механиком-водителем тов. Александров, в составе батальона с боями занял опорные пункты обороны немцев Ней, Кремениг, Нюнихад, Одерек, стремительным броском форсировал р. Одер, захватив плацдарм на левом берегу реки.
Будучи отрезанными от боевых частей 7 танков в составе которых входил танк Александрова, 9 суток удерживали занятый плацдарм до подхода нашей пехоты, отбили 9 контратак противника, имея ограниченное количество патронов и снарядов. В этой тяжелой обстановке тов. Александров показал личный героизм и самообладание, воодушевлял на подвиг свой экипаж, вселяя в него непоколебимую уверенность в победу над врагом.
Несмотря на ожесточенные контратаки противника превосходящими силами 7 танков стойко удерживали захваченный плацдарм не отступив не на шаг. Только в течение одних суток 29.1.45 экипаж тов. Александрова уничтожил: 4 пушки, 4 минометных расчета, 5 фаустников, 15 повозок с военными грузами, 5 пулеметных точек, 11 автомашин с военными грузами и до 95 солдат и офицеров противника.

9 марта 1945 года при штурме опорного пункта противника Августвальде (ныне район Вельгово оседле Вельгово-Славочеше-Здуново города Щецина) Г. П. Александров погиб. Похоронен на центральном коммунальном кладбище по улице Куслоньце в городе Щецине (Польша).

## Награды
Награждён орденом Ленина, орденами Отечественной войны 2-й степени, Красной Звезды, медалью «За боевые заслуги»

## Память
- Улица города Иваново носит имя Героя.
- Мемориальная доска, в память о славном земляке, установлена в Иванове, на улице Танкиста Александрова.
- Мемориальная доска установлена у проходной завода имени Жиделева в Иванове, где работал Г. П. Александров.
- Мемориальная доска установлена на здании школы в Иванове, где учился будущий Герой.